# Unabhängigkeitsaxiom
Das Unabhängigkeitsaxiom stellt in den Wirtschaftswissenschaften eine zentrale Annahme über das rationale Entscheiden dar. Gemäß dem Unabhängigkeitsaxiom ändert sich die Präferenzordnung über zwei Alternativen A und B nicht, wenn eine dritte Alternative C eingeführt wird.
Das Unabhängigkeitsaxiom wird dem Axiomensystem zugeordnet, welches das Bernoulli-Prinzip begründet. Es ist eine wichtige Annahme über das Verhalten eines Bernoulli-rationalen Entscheiders. Nach dem Unabhängigkeitsaxiom ist die Präferenzordnung eines Entscheiders über zwei Alternativen unabhängig davon, ob er diese einzeln oder im Kontext mit anderen Alternativen in einer komplexeren Wahlsituation beurteilt.

## Definition
Seien {\displaystyle L_{1},L_{2}} und {\displaystyle L_{3}} Lotterien im Sinn der Entscheidungstheorie. Das Unabhängigkeitsaxiom besagt, dass eine Präferenzordnung der Lotterien {\displaystyle L_{1}} und {\displaystyle L_{2}}  (d. h. eine der folgenden Alternativen {\displaystyle L_{1}\succ L_{2}}, {\displaystyle L_{1}\succsim L_{2}}, {\displaystyle L_{1}\sim L_{2}}, {\displaystyle L_{2}\succ L_{1}}, {\displaystyle L_{2}\succsim L_{1}} gilt), bestehen bleibt, wenn die Lotterien {\displaystyle L_{1}} und {\displaystyle L_{2}} auf dieselbe Weise durch eine Wahrscheinlichkeit {\displaystyle p\in (0,1)} mit einer dritten Lotterie {\displaystyle L_{3}} erweitert werden.
Wenn also zum Beispiel {\displaystyle L_{1}\succ L_{2}} gilt, dann muss auch
{\displaystyle (L_{1},L_{3};p,(1-p))\succ (L_{2},L_{3};p,(1-p))\quad {\text{für alle }}0<p<1}
gelten, wobei {\displaystyle (L,L';p,(1-p))} eine zusammengesetzte Lotterie bezeichnet, bei der mit der Wahrscheinlichkeit {\displaystyle p} die Lotterie {\displaystyle L} und mit der Wahrscheinlichkeit {\displaystyle 1-p} die Lotterie {\displaystyle L'} eintritt.

### Anmerkung
Eine Lotterie {\displaystyle (L,L';p,(1-p))} wird auch in der Form {\displaystyle pL+(1-p)L'} notiert, die allerdings missverständlich ist, da die Multiplikation und Addition nur sehr symbolisch verstanden werden dürfen.